# Chrysomela schaefferi
Chrysomela schaefferi är en skalbaggsart som beskrevs av Brown 1956. Chrysomela schaefferi ingår i släktet Chrysomela och familjen bladbaggar. Inga underarter finns listade i Catalogue of Life.